# Паньков, Николай Алексеевич
Николай Алексеевич Паньков (26 марта 1956, Тайга, Кемеровская область — 19 сентября 2014, Немчиновка, Московская область) — литературовед, кандидат филологических наук, доцент, учредитель и редактор журнала «Диалог. Карнавал. Хронотоп».

## Биография
В 1978 году окончил филологический факультет Томского государственного университета им. В. В. Куйбышева и поступил в аспирантуру МГУ. В 1983 году защитил кандидатскую диссертацию «Прерафаэлиты и их место в истории английской поэзии второй половины XIX — начала XX века». С 1982 по 1998 год преподавал зарубежную литературу в Витебском государственном педагогическом институте им. П. М. Машерова. С 1998 по 2000 год находился в докторантуре на кафедре русской литературы XX века МГУ, разрабатывал тему, посвящённую биографии и научным трудам М. М. Бахтина. С 2000 по 2011 год работал в Научной библиотеке МГУ в должности заведующего отделом фонодокументов (отделом устной истории) и на др. должностях.

## Диалог. Карнавал. Хронотоп
В 1991 году Н. А. Паньков задумал издание сборника статей, посвящённых творчеству и научному наследию российского философа и мыслителя М. М. Бахтина, который в начале 1920-х годов жил в Витебске и написал два выдающихся философских труда: «К философии поступка» и «Автор и герой в эстетической деятельности». В течение последующего года идея сборника перерастает в идею полноценного научного журнала — «Диалог. Карнавал. Хронотоп». В 1992 году выходит первый номер, далее журнал выходит в течение последующих десяти лет с периодичностью 4 номера в год. Всего лично под редакцией Н. А. Панькова было издано 40 номеров, впоследствии вышло ещё 4 номера под редакцией Б. В. Орехова.
В редакционную коллегию журнала с самого начала его издания, кроме учёных из Белоруссии В. В. Мартынова, А. А. Михайлова, А. Г. Лисова, входили С. С. Аверинцев, В. М. Алпатов, В. С. Библер, С. Г. Бочаров, Вяч. Вс. Иванов, Д. С. Лихачёв (Россия), Х. Гюнтер (Германия), Юлия Кристева (Франция), Х. Сасаки (Япония), К. Томсон (Канада), Д. Шеппард (Великобритания), К. Эмерсон (США) и другие известные учёные. В состав редакции входили преподаватели и студенты Витебского госуниверситета В. В. Бабич, С. М. Бородич, В. В. Здольников, А. Н. Дорожевец, С. П. Кунцевич, Е. Калюта, А. Е. Лало.
В журнале были опубликованы десятки материалов, различающихся по научному жанру, подходу, теоретической направленности, принадлежащих перу учёных разных стран и поколений. Были впервые опубликованы некоторые работы М. М. Бахтина, документы из многих архивохранилищ бывшего СССР. В многочисленных теоретических статьях были рассмотрены проблемы философии, филологии, психологии, культурологии и других гуманитарных наук, в других разделах помещались интервью с различными исследователями, ответы на предлагаемые редакцией анкеты, полемика, обзоры, рецензии, отчёты о конференциях и других научно-культурных событиях. Активно печатался в журнале и сам Н. А. Паньков. Особый интерес бахтиноведов вызвала публикация найденной в архиве стенограммы защиты М. Бахтиным диссертации и комментарии к стенограмме (Диалог. Карнавал. Хронотоп, 1993, № 2-3).

## Исследования биографии М. М. Бахтина и комментирование
Н. А. Паньков много лет разыскивал связанные с М. М. Бахтиным документы в госархивах Витебска, Минска, Москвы, Санкт-Петербурга, Одессы, Вильнюса, Великих Лук, Бирмингема, а также в ряде личных архивов. В результате им было напечатано или подготовлено к печати большое число исследований, архивных публикаций, интервью с людьми, знавшими Бахтина. Эти материалы вошли в научный обиход, частично переведены на английский язык. Н. А. Паньков принимал активное участие в научной жизни, так или иначе связанной с наследием Бахтина, посещал тематические международные конференции и конгрессы и выступал с докладами в Любляне, Канаде, Германии, Великобритании, Бразилии, Китае. Не раз получал гранты на научные исследования в российских и американских фондах. В 1997 по приглашению профессора Дж. Шеппарда Н. А. Паньков выступил с докладом в Бахтинском центре при Шеффилдском Университете (Великобритания).
Под руководством Н. А. Панькова в Витебске были организованы и проведены 3 научные международные конференции, посвящённые М. М. Бахтину — «Бахтинские чтения-I (1995), II (1996), III (1998)».
В 1998 году принял участие в подготовке российского издания «Комментариев к „Евгению Онегину“ Александра Пушкина» и написал ряд комментариев к другим изданиям, в частности, к собранию сочинений М. М. Бахтина (1997—2012).
В последние годы Н. А. Паньковым были опубликованы и прокомментированы некоторые расшифровки воспоминаний о выдающихся людях начала 20-го века, записанные на магнитофонные плёнки и хранящиеся в отделе устной истории Научной библиотеки МГУ, представляющие собой интересный культурно-исторический материал (воспоминания В.Ардова и М.Вольпина о Есенине, Маяковском, Мейерхольде и др.). В 2009 году была опубликована книга «Вопросы биографии и научного творчества М. М. Бахтина» (Москва, Издательство МГУ, 2009).

## Список основных научных публикаций Н. А. Панькова
- Прерафаэлиты и их место в истории английской поэзии второй половины XIX—начала XX вв. // Вопросы экономического, социального и культурного развития социалистического общества в свете решений XXVI съезда КПСС. Тезисы докладов республиканской научно-теоретической конференции молодых учёных. Рига: Латвийский университет, 1982. С.142-143.
- История зарубежной литературы. Литература средних веков и Возрождения. Учебное пособие для вузов. Минск: «Университетское», 1988. — 238 с. (в соавторстве с Т. В. Ковалёвой и И. Л. Лапиным).
- Традиция литературной сказки и проблема художественного историзма (сказка Леонида Филатова «Про Федота-стрельца, удалого молодца») // Проблемы художественного историзма. Тезисы всесоюзной научной конференции. Херсон: Херсонский пединститут, 1989. С.34-35.
- Гоголевские традиции в творчестве Владимира Высоцкого // Творчество Н. В. Гоголя и современность. Тезисы научно-практической конференции. Часть 2-я. Нежин: Нежинский пединститут, 1989. С.13-14.
- Проблемы социальной экологии в произведениях В. С. Высоцкого // Экологические проблемы в преподавании гуманитарных и естественно-научных дисциплин в педагогических вузах. Тезисы межвузовской научно-практической конференции. Белгород: Белгородский пединститут, 1989 С.42-44.
- Жанровая традиция видения в творчестве Д. Г. Россетти // Сюжет и фабула в структуре жанра. Калининград: Калининградский университет, 1990. С.28-34.
- «От хода этого дела зависит все дальнейшее…» (Защита диссертации М. М. Бахтина как реальное событие, высокая драма и научная комедия) // «Диалог. Карнавал. Хронотоп». 1993. № 2-3. С.29-54.
- Стенограмма заседания Учёного совета ИМЛИ им. А. М. Горького. Защита М. М. Бахтиным диссертации «Рабле в истории реализма» (публикация и комментарии) // «Диалог. Карнавал. Хронотоп» 1993. № 2-3. С.55-119.
- Л.Кэрролл и В.Высоцкий (поэтика нонсенса) // Взаимодействие литератур в мировом литературном процессе. Материалы межреспубликанской научной конференции. Гродно, 1993. С.212-216.
- Невельский период биографии М. М. Бахтина: по архивных материалов // Невельский круг М. М. Бахтина. Тезисы докладов научных чтений, состоявшихся в Невеле в сентябре 1994 года. М.: «Наследие», 1995. С.32-33.
- Позвольте представить: «Диалог. Карнавал. Хронотоп» // «Вопросы литературы». 1995, вып. 1. С.376-378.
- К истории книги В. Н. Волошинова «Марксизм и философия языка». Фрагмент личного дела В. Н. Волошинова (публикация и подготовка текста) // «Известия РАН. Серия языка и литературы». 1995, том 54, № 3. С.63-76.
- «Podroz do miasta» jako motyw tematyczny w ludovych kulturach slowianskich // Miasto i kultura ludowa w dziejach Bialorusi, Litwy, Polski i Ukrainy. Krakow: Miedzynarodowe Centrum Kultury, 1996. S.29-42.
- Бахтин М. М. К вопросам теории романа. К вопросам теории смеха. <О Маяковском> (Подготовка текста и комментарии) // Бахтин М. М. Собр. соч. в 7-и тт. Т.5. — М., 1997. С.424-457.
- Creative History of M.Bakhtin’s Book on Rabelais // Face to Face: Bakhtin in Russia and the West. Sheffield: Аcademic Press, 1997. Р.196-202.
- «Everything Else Depends on How This Busyness Turns Out…» The Defence of Mikhail Bakhtin’s Dissertation as Real Event, as High Drama and as Academic Comedy: Part 1 // «Dialogism. An International Journal of Bakhtin Studies», 1998, issue 1, pp. 11-29. Part 2 // «Dialogism. An International Journal of Bakhtin Studies», 1999, issue 2. РР.7-40.
- М. М. Бахтин в контексте русской культуры XX в. / Сост., отв. ред. М.: Языки русской культуры, 2000. — 380 с.

«Everything Else Depends on How This Busyness Turns Out…» The Defence of Mikhail Bakhtin’s Dissertation as Real Event, as High Drama and as Academic Comedy // М.Bakhtin and Cultural Theory (revised and expanded 2nd ed.). Мanchester, New York, 2001. РР. 26-61.
- Из переписки М. М. Бахтина с В. Н. Турбиным // «Знамя». 2005. № 7. С.113-161, № 8. С.177-197 (Подготовка текста к печати и комментарии).
- Новые материалы к биографии М. М. Бахтина // «Известия РАН (Серия литературы и языка)», 2006. Том 65. № 1. С.45-56.
- Керченские терракоты и проблема «античного реализма»: книга М. М. Бахтина о Рабле и русская наука об античности конца XIX—XX вв. // «Новое литературное обозрение», 2006. № 79. С.101-119.
- М. М. Бахтин и теория романа // «Вопросы литературы». 2007. № 3. С .252-315.
- Смысл и происхождение термина «готический реализм» // «Вопросы литературы». 2008. № 1. С.227- 248.
- Мейерхольд — «великий и ужасный»… Устные воспоминания писателя Виктора Ардова о В. Э. Мейерхольде // «Вопросы литературы». 2008. № 3. С. 296—331.
- «Я вам расскажу совершенно поразительную историю …» Устные воспоминания Виктора Ардова о Сергее Есенине. Вступительная статья, публикация и примечания // «Вопросы литературы». 2009. № 3. С. 416—448.
- Вопросы биографии и научного творчества М. М. Бахтина. — М.: Изд-во Моск. университета, 2010. — 720 с.